# Fugleflugtslinje
 For alternative betydninger, se Fugleflugtslinje (flertydig). (Se også artikler, som begynder med Fugleflugtslinje)
En fugleflugtslinje er den direkte linje fra et punkt til et andet. Ordet kommer af den meget direkte rute, hvorpå fuglenes flyvning kan foregå i modsætning til en person med eventuelle forhindringer og omveje på jorden.